# Sittwe
Sittwe, conocida durante el régimen colonial británico como Akyab, es la ciudad, capital del estado de Rakáin (Arakán), en Birmania. Dentro del estado, es la capital del distrito homónimo y del municipio homónimo. Se encuentra en una isla cercana del estuario formado por la confluencia de los ríos Kaladan, Myu y Lemyo, que desembocan en el golfo de Bengala.
En 2014, la localidad tenía una población de 100 748 habitantes, en torno a dos terceras partes de la población municipal.

## Etimología
El nombre "Sittwe" es un derivado de las palabras del birmano Saite Twêy, que significa "lugar donde la guerra se encuentra". Cuando el rey birmano Bodawpaya invadió el Reino de Arakán, en 1784, los defensores arracaneses se enfrentaron a las tropas birmanes en las costas del río Kaladan. Las arracaneses fueron derrotados y empezaron a llamar al lugar donde se había gestado la batalla Saite Twêy, que los birmanos adaptaron como "Sittwe".

## Historia
Comenzó como una pequeña aldea de pescadores, con el tiempo, Sittwe se tornó un importante foco del comercio marítimo, como puerto de exportación de arroz, tras la ocupación británica de Arakán después de la Primera Guerra Anglo-Birmanesa.
Sittwe fue el sitio de gesta de la batalla por la conquista de Arakán por el rey birmano Bodawpaya. En 1784, una campaña expedicionaria birmana de 30000 hombres se enfrentó a 3000 soldados del gobernador de la provincia arankana de Urittaung, que resultaron derrotados. Esta derrota abrió el camino para la entonces capital arracanesa de Mrauk U, que luego fue conquistada, poniendo fin a la independencia de Arakán. 
Durante la primera guerra anglo-birmana (1823-1826), las fuerzas británicas que desembarcaron en Sittwe se concentraron en la antigua pagoda Ahkyaib-daw; que motivó el cambio de nombre por los británicos a Akyab. En 1826, la sede del gobierno fue trasladada de la antiga capital arrakanesa de Mrohaung a Sittwe, en el litoral. En los primeros cuarenta años de ocupación británica, la localidad se transformó en una ciudad que alcanzó los 15536 habitantes. En 1901 la ciudad se posicionó como el tercer puerto en Birmania, con una población de 31 687 habitantes. Sin embargo, durante la época colonial, Sittwe gozaba de mala reputación debido a la pandemia de malaria y cólera en la zona y según registros históricos la ciudad era considerada sanitariamente la peor de todo el litoral indio-británico. 
El autor escocés Hector Hugh Munro (Saki) nació en Sittwe en 1870.

## Clima
| Parámetros climáticos promedio de Sittwe (1981–2010, extremos 1954–presente)                                                                     | Parámetros climáticos promedio de Sittwe (1981–2010, extremos 1954–presente) | Parámetros climáticos promedio de Sittwe (1981–2010, extremos 1954–presente) | Parámetros climáticos promedio de Sittwe (1981–2010, extremos 1954–presente) | Parámetros climáticos promedio de Sittwe (1981–2010, extremos 1954–presente) | Parámetros climáticos promedio de Sittwe (1981–2010, extremos 1954–presente) | Parámetros climáticos promedio de Sittwe (1981–2010, extremos 1954–presente) | Parámetros climáticos promedio de Sittwe (1981–2010, extremos 1954–presente) | Parámetros climáticos promedio de Sittwe (1981–2010, extremos 1954–presente) | Parámetros climáticos promedio de Sittwe (1981–2010, extremos 1954–presente) | Parámetros climáticos promedio de Sittwe (1981–2010, extremos 1954–presente) | Parámetros climáticos promedio de Sittwe (1981–2010, extremos 1954–presente) | Parámetros climáticos promedio de Sittwe (1981–2010, extremos 1954–presente) | Parámetros climáticos promedio de Sittwe (1981–2010, extremos 1954–presente) |
| Mes | Ene.                                                                         | Feb.                                                                         | Mar.                                                                         | Abr.                                                                         | May.                                                                         | Jun.                                                                         | Jul.                                                                         | Ago.                                                                         | Sep.                                                                         | Oct.                                                                         | Nov.                                                                         | Dic.                                                                         | Anual                                                                        |
| --- | ---------------------------------------------------------------------------- | ---------------------------------------------------------------------------- | ---------------------------------------------------------------------------- | ---------------------------------------------------------------------------- | ---------------------------------------------------------------------------- | ---------------------------------------------------------------------------- | ---------------------------------------------------------------------------- | ---------------------------------------------------------------------------- | ---------------------------------------------------------------------------- | ---------------------------------------------------------------------------- | ---------------------------------------------------------------------------- | ---------------------------------------------------------------------------- | ---------------------------------------------------------------------------- |
| Temp. máx. abs. (°C) | 37.0                                                                         | 38.9                                                                         | 40.0                                                                         | 38.0                                                                         | 38.9                                                                         | 37.2                                                                         | 37.7                                                                         | 38.0                                                                         | 38.0                                                                         | 39.5                                                                         | 35.0                                                                         | 34.0                                                                         | 40.0                                                                         |
| Temp. máx. media (°C) | 28.3                                                                         | 29.9                                                                         | 31.7                                                                         | 33.0                                                                         | 32.5                                                                         | 29.7                                                                         | 28.9                                                                         | 29.3                                                                         | 30.3                                                                         | 31.3                                                                         | 30.6                                                                         | 28.9                                                                         | 30.4                                                                         |
| Temp. media (°C) | 21.5                                                                         | 23.3                                                                         | 26.1                                                                         | 28.5                                                                         | 28.7                                                                         | 27.4                                                                         | 26.8                                                                         | 26.8                                                                         | 27.3                                                                         | 27.6                                                                         | 28.4                                                                         | 23.0                                                                         | 26.3                                                                         |
| Temp. mín. media (°C) | 14.9                                                                         | 16.6                                                                         | 20.2                                                                         | 24.0                                                                         | 25.1                                                                         | 24.8                                                                         | 24.5                                                                         | 24.5                                                                         | 24.4                                                                         | 24.0                                                                         | 21.1                                                                         | 17.1                                                                         | 21.8                                                                         |
| Temp. mín. abs. (°C) | 6.0                                                                          | 9.0                                                                          | 10.0                                                                         | 16.2                                                                         | 19.5                                                                         | 18.0                                                                         | 21.0                                                                         | 18.0                                                                         | 20.0                                                                         | 16.8                                                                         | 11.0                                                                         | 8.9                                                                          | 6.0                                                                          |
| Lluvias (mm) | 0.9                                                                          | 13.3                                                                         | 8.4                                                                          | 35.6                                                                         | 307.5                                                                        | 1168.1                                                                       | 1280.5                                                                       | 965.2                                                                        | 549.0                                                                        | 288.7                                                                        | 116.3                                                                        | 15.1                                                                         | 4748.6                                                                       |
| Días de lluvias (≥ 1.0 mm) | 0                                                                            | 0                                                                            | 0                                                                            | 4                                                                            | 9                                                                            | 25                                                                           | 28                                                                           | 27                                                                           | 18                                                                           | 10                                                                           | 4                                                                            | 0                                                                            | 126                                                                          |
| Humedad relativa (%) | 74                                                                           | 69                                                                           | 70                                                                           | 72                                                                           | 74                                                                           | 89                                                                           | 92                                                                           | 92                                                                           | 88                                                                           | 84                                                                           | 80                                                                           | 79                                                                           | 80                                                                           |
| Fuente n.º 1: Norwegian Meteorological Institute, Deutscher Wetterdienst (mean temperatures 1991–2010, rainy days 1968–1990, humidity 1951–1967) |                                                                              |                                                                              |                                                                              |                                                                              |                                                                              |                                                                              |                                                                              |                                                                              |                                                                              |                                                                              |                                                                              |                                                                              |                                                                              |
| Fuente n.º 2: Meteo Climat (record highs and lows)                                                                                               |                                                                              |                                                                              |                                                                              |                                                                              |                                                                              |                                                                              |                                                                              |                                                                              |                                                                              |                                                                              |                                                                              |                                                                              |                                                                              |

## Religión
La población de la ciudad está formada principalmente por budistas, con una importante presencia musulmana, fruto de tensiones religiosas, en ciertas ocasiones. 
La pagoda Ahkyaib-daw, es considerada una de las más importantes pagodas budistas, fue levantada aproximadamente durante los tiempos del emperador Aśoka (r. 269-232 a. C.) sobre bases que albergarían un pedazo de la quijada de Buda, de ahí el nombre, que significa "maxilar". La ciudad es también el epicentro de la participación política de los monjes budistas en Birmania.